# Andalgalornis
Andalgalornis – rodzaj nielotnych ptaków z rodziny Phorusrhacidae (do której należą także m.in. fororaki), żyjących od późnego miocenu do wczesnego pliocenu w Ameryce Południowej. Należał do niego jeden znany gatunek – Andalgalornis steulleti. Był on stosunkowo niewielkim i lekko zbudowanym przedstawicielem Phorusrhacidae ze szczupłymi nogami. Mierzył około 140 cm wysokości i ważył około 40 kg, a jego czaszka mierzyła 37 cm długości. Analiza mechaniczna czaszki sugeruje, że przy ataku siła nacisku dzioba na jego czubku wynosiła około 133 N. Czaszka była stosunkowo słaba przy nacisku z boku, jednak wytrzymała na nacisk w kierunku pionowym. Ze względu na małą wytrzymałość czaszki na nacisk boczny Andalgalornis prawdopodobnie nie atakował dużej zdobyczy, która mogła uszkodzić jego dziób, lecz atakował niewielkie zwierzęta, które mógł bezpiecznie zabić i połknąć, lub atakował dziobem z góry, niczym siekierą, i wycofywał się, po czym atakował ponownie.

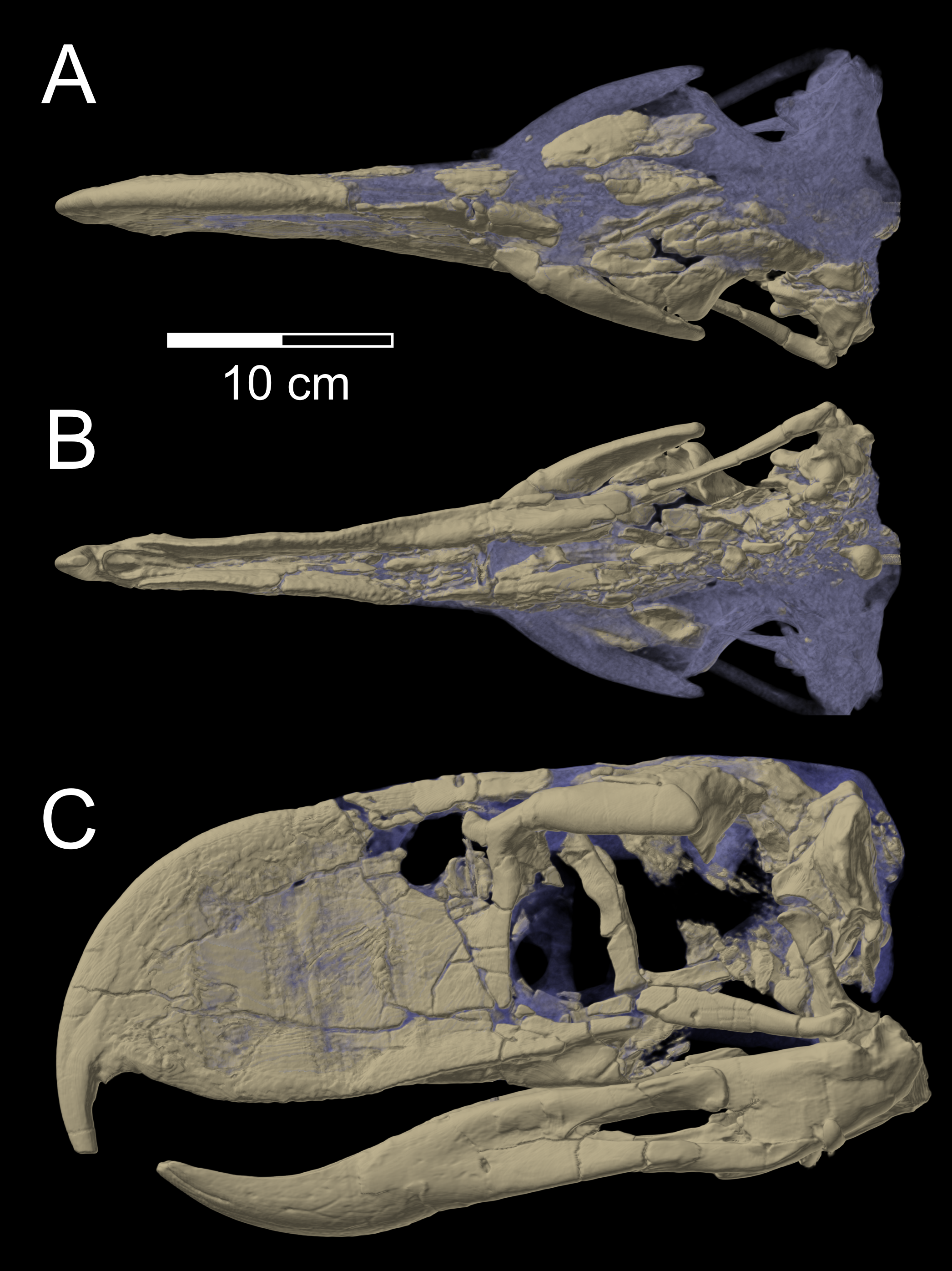
Tomografia komputerowa czaszki